# HMS Canada (1765)
La HMS Canada era un vascello di terza classe a due ponti da 74 cannoni della Royal Navy, appartenente alla omonima classe Canada, costruito negli anni sessanta del XVIII Secolo, e rimasta in servizio fino al 1834.

## Storia
Prima unità della omonima classe progettata da William Bately, la sua costruzione fu ordinata il 1 dicembre 1859, e l'unità venne impostata presso i Woolwich Dockyard il 1 luglio 1760, varata il 17 settembre 1765, ed entrò poi in servizio nella Royal Navy.
Il 2 maggio 1781, il Canada ingaggiò e catturò la fregata spagnola da 34 cannoni Santa Leocadia.
Nel 1782, durante il corso della guerra d'indipendenza americana, il Canada era al comando di William Cornwallis, e prese parte alla battaglia di Saint Kitts (25-26 gennaio 1782) e poi alla successiva battaglia delle Saintes (9-12 aprile). Dopo l'inizio delle guerre rivoluzionarie francesi agli ordini di Charles Powell Hamilton il 6 novembre 1794 prese parte al combattimento nel Mar Celtico contro una più forte squadra navale francese, riuscendo a fuggire, mentre il vascello Alexander, al comando di Richard Rodney Bligh venne catturato. 
Nel 1798 partecipò, agli ordini di John Borlase Warren, alla battaglia di Tory Island (12 ottobre). 
Nel 1807 fu mandata nei Caraibi, assegnato alla squadra navale al comando del contrammiraglio Alexander Cochrane, che comprendeva Prince George, Northumberland, Ramillies e Cerberus. La flotta inglese il 17 aprile dello stesso anno catturò le navi Telemaco, Carvalho e Master.
In seguito alla preoccupazione della Gran Bretagna che la neutrale Danimarca stesse avviando un'alleanza con Napoleone Bonaparte, nel successivo mese di dicembre il Canada salpò con la squadra navale di Cochrane per occupare le Indie occidentali danesi. La spedizione catturò le isole danesi di Saint Thomas il 22 dicembre e Saint Croix il 25 dicembre senza incontrare alcuna resistenza. 
Rientrata in Patria fu trasformata in nave da prigione nel corso del 1810, e infine demolita nel 1834.

### Fonti
1. 1 2  Lyon, Winfield 2004, p. 42.
2. ↑  Colledge, Warlow 2006, p. 59.
3. 1 2  Lavery 2003, p. 176.
4. ↑  (EN) The London Gazette (PDF), n. 16236, 11 March 1809.